# Rhodacanthis
Rhodacanthis – wymarły rodzaj ptaków z rodziny łuszczakowatych (Fringillidae).

## Występowanie
Rodzaj obejmował gatunki występujące na Hawajach.

## Systematyka

### Etymologia
Nazwa rodzajowa jest połączeniem słów z języka greckiego: ῥοδον rhodon – „róża” oraz ακανθις akanthis, ακανθιδος akanthidos – „zięba”.

### Gatunek typowy
Rhodacanthis palmeri Rothschild

### Podział systematyczny
Do rodzaju należą następujące gatunki:
- Rhodacanthis flaviceps Rothschild, 1892 – hawajka żółtawa – takson wymarły w latach 90. XIX wieku[6].
- Rhodacanthis palmeri Rothschild, 1892 – hawajka złotogłowa – takson wymarły w latach 90. XIX wieku[7].